# 清水龍山
清水 龍山（清水竜山、しみず りゅうざん、1870年2月15日（明治3年1月15日） - 1943年（昭和18年）1月8日）は、日蓮宗の僧、立正大学の学長を務めた。
越前国（現・福井県越前市高木町）生まれ。幼名・才助、幼くして父母に死別、7歳の時鯖江一乗庵山本智光尼に引きとられ、武生市（現在の越前市）の聞法寺・藤岡日尊について得度した。和歌山感応寺南紀学林学頭・上木日令に師事。中山檀林、日蓮宗大檀林、祖山学院に入り、第1回の内地留学生として比叡山で天台を学ぶ。1904年東京大崎に日蓮宗大学林（現・立正大学）が移転すると教授に就任。本山日本寺晋山。1929年立正大学学長、1935年から1941年まで学長。玄宗院日淵。

## 著書
- 『理想的宗教』村上書院 1912
- 『法華経要義 天台日蓮対照論述』大阪屋号書店 1919
- 『清澄師友対吾祖大士 日蓮聖人出家得度の宗旨』日宗社 日蓮教義研鑚叢書 1926
- 『立正安国論講要』清明文庫 1932
- 『観心本尊鈔鑽仰』平楽寺書店 1934
- 『立正安国の大義と日本精神』平楽寺書店 1934
- 『立正安国論講義 仏教聖典講義大系』仏教聖典講義刊行会 1935
- 『日蓮聖人の生涯』仏教年鑑社 1936
- 『妙乗院日昇上人』本門寺 1940
- 『清水龍山著作集』全2巻 東方出版 1979

### 共著
- 『偽日蓮義真日蓮義』共著 増田智行編 東福寺 1916
- 『日蓮聖人全集 原文対照口語訳』第1-7巻 編 隆文館 1921-1925
- 『新修略註日蓮聖人遺文集』共編 久遠閣 1932

### 記念論文集
- 『清水竜山先生古稀記念論文集』清水竜山先生教育五十年古稀記念会 1940

## 注
1. ↑  「清水竜山」『デジタル版 日本人名大辞典+Plus』講談社。コトバンクより2025年6月25日閲覧。
2. ↑  『人物物故大年表』
3. ↑  清水龍山